# Ambúbies
Ambúbies (en llatí Ambubaiae) eren unes dones músiques originàries de Síria que es guanyaven la vida tocant en públic a Roma i especialment al circ romà. El seu nom derivava de la paraula siríaca abub o anbub, que designava una flauta. Tenien certes similituds amb les baiaderes de l'Índia.